# Moretti (automerk)

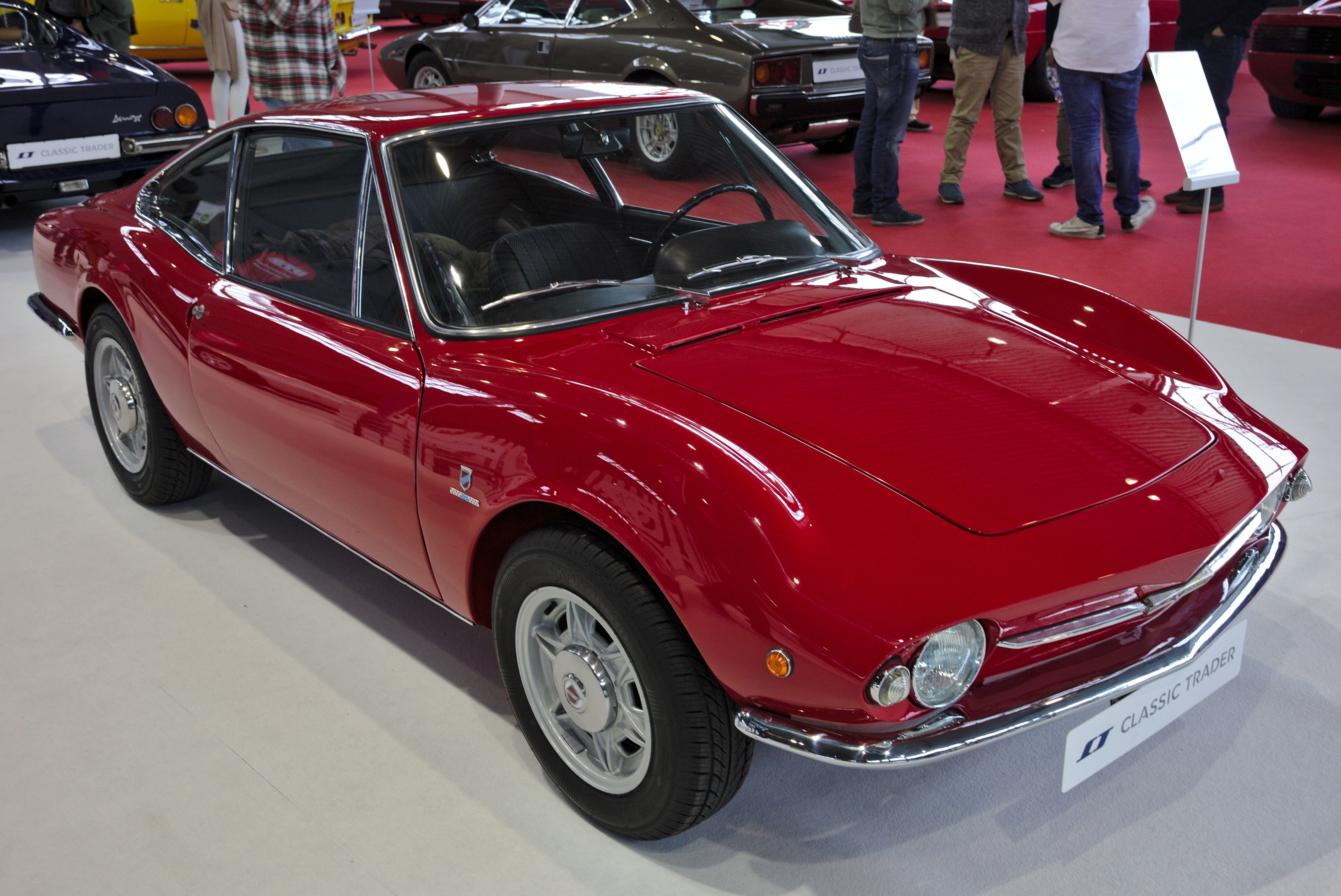
Fiat Moretti Sportiva

Moretti is een historisch, Italiaans auto- en motorfietsmerk en werd in 1925 opgericht door Giovanni Moretti.
De fabriek bouwde aanvankelijk volledig eigen ontworpen kleine sportwagens en vanaf 1934 ook motorfietsen met 250 cc Ladetto-, DKW- en JAP-motoren. Eind jaren veertig werden de krachtbronnen ook eigen fabricaat. Dit waren prijzige 125- en 250 cc dohc eencilinders. Als klap op de vuurpijl verscheen er ook nog een staande 250 cc dohc twin met koningsas. 
In 1952 was het afgelopen met de interessante maar te dure motorfietsen. De productieaantallen waren klein en Moretti kon niet concurreren met de grote Italiaanse automerken. In de jaren 50 besloot hij om modellen van de grotere merken zoals Fiat om te bouwen in plaats van volledig nieuwe modellen te ontwikkelen.

In het DAF Museum te Eindhoven staat een auto gebouwd door Moretti op basis van een DAF 55 personenauto. Een steenrijke Zwitserse dame wilde een vierdeurs DAF hebben echter deze was nog niet door DAF leverbaar, waarna ze besloot er een speciaal voor haar te laten bouwen en kwam bij Moretti in Italië uit. Deze auto heeft veel Fiat-kenmerken en is een eenmalig product. Na bijna 600 km is deze auto stilgezet en bij toeval door Nederlandse toeristen ontdekt en naar Nederland gehaald. Moretti ontkent overigens deze auto te hebben gebouwd.
Ongeveer in de jaren 1969 werden door Garage Gruno aan de Stationsweg te Den Haag, Moretti's geïmporteerd. Garage Gruno was aanvankelijk Wolsey en Riley dealer en later Audi dealer. Ook waren zij voor Nederland importeur voor Matra,Franse sportwagens met kunststof carrosserie. Later werd Matra, Matra/Simca en werd het importeurschap door de Simca Nederland Organisatie overgenomen. Voor zover bekend werden slechts twee Moretti's in Nederland verkocht.